# Expedición América
Expedición América es un programa de viajes y deporte aventura chileno, conducido por la periodista Constanza Patiño. El programa mezcla la energía, la naturaleza, las experiencias extremas y mucha adrenalina comprendido en 21 capítulos, los cuales se emiten de lunes a viernes de 12.30 a 13.30 horas, franja anteriormente ocupado por el programa “Chile Conectado”, revelando toda la intensidad que ofrece en el deporte aventura. Transmitido por TVN, se estrenó el 2 de enero de 2014 y finalizó el 31 de enero de 2014.
La periodista practica descenso de ríos, tirolina, senderismo glaciar, canotaje, paracaidismo, buceo, montañismo, ciclismo de montaña y descenso de cañones entre otros deportes. Todo esto se llevará a cabo en países como: Honduras, Nicaragua, Costa Rica, Panamá y Ecuador.

## Formato
En cada capítulo se muestra una expedición a distintos países tales como: Honduras hasta el extremo sur de Chile, pasando por Nicaragua, Costa Rica, Panamá, Ecuador, Argentina e Isla de Pascua. Más de 11 mil kilómetros recorridos por aire, mar y tierra realizando los más variados y desafiantes deportes.

## Temporadas
|  | 1 | Expedición América | 21 | Constanza Patiño | 2 de enero de 2014   | 31 de enero de 2014   |
|  | 2 | Buscando América   | 15 | Marcelo Álvarez  | 3 de febrero de 2014 | 24 de febrero de 2014 |

## Episodios
| Capítulo | País/Lugar                                                 | Emisión             |
| --- | ---------------------------------------------------------- | ------------------- |
| 1 | « Honduras, La Ceiba»                                      | 2 de enero de 2014  |
| La Ceiba, se encuentra en la Sierra Nombre de Dios. Dentro de esta expedición se encuentran playas, animales exóticos, termas y deporte aventura en uno de los lugares turísticos más importantes de Latinoamérica. |                                                            |                     |
| 2 | « Chile, Isla de Pascua · Argentina, Bariloche»            | 3 de enero de 2014  |
| En este capítulo se verá la localidad de San Carlos de Bariloche, la que se encuentra a 1.600 kilómetros de Buenos Aires. Constanza Patiño atravesó las aguas del Río Manso hasta llegar a la frontera con Chile, en una travesía en rafting. Luego de esto la conductora viajó a la Isla de Pascua para descubrir los secretos que se guardan en este alejado territorio donde conviven una de las culturas más misteriosas del planeta. |                                                            |                     |
| 3 | « Chile, Puerto Bertrand · Nicaragua, Granada»             | 6 de enero de 2014  |
| La localidad de Granada, ubicada a 45 kilómetros de Managua, capital de Nicaragua. Luego llegan hasta la Región del Maule, específicamente a Puerto Bertrand donde atravesaron las aguas del río Baker practicando descenso. |                                                            |                     |
| 4 | « Chile, San Pedro de Atacama · Ecuador, Mindo»            | 7 de enero de 2014  |
| Mindo, es un valle que está ubicado a 80 kilómetros de Quito, en Ecuador y está a más de 1.200 metros sobre el nivel del mar. Por otro lado esta San Pedro de Atacama, un oasis en medio del desierto más árido del mundo. Donde el desafío comenzó con 18 kilómetros en bicicleta de montaña por el desierto hasta llegar a la Laguna Cejar.                                                                                             |                                                            |                     |
| 5 | « Chile, Isla de Pascua · Honduras, La Ceiba»              | 8 de enero de 2014  |
| En este capítulo encontrarás la región de La Ceiba, localidad que está a 400 kilómetros de la capital de Honduras, aquí Constanza Patiño desafío las aguas del Río Cangrejal practicando descenso. A continuación, llegamos a la hermosa Isla de Pascua, Chile, donde recorrió toda la zona de Rapa Nui a caballo. |                                                            |                     |
| 6 | « Chile, Huilo Huilo · Costa Rica»                         | 9 de enero de 2014  |
| En Costa Rica, a través de sus ríos tropicales, el desafío comienza con un descenso en por el torrente del Pacuare hasta internarse en la selva durante dos días. A continuación, llegan a Neltume, ubicado a 170 kilómetros de Valdivia, aquí se encuentra la Reserva biológica Huilo Huilo. |                                                            |                     |
| 7 | « Chile, Valle de la Luna · Ecuador Baños de Tunguragua»   | 10 de enero de 2014 |
| En este capítulo conoceremos una localidad en Ecuador llamada Baños de Tunguragua, que se conoce como el "Valle Encantado" debido a sus 60 cascadas. A continuación, de ese lugar viajan al hasta el norte de Chile, específicamente a San Pedro de Atacama, donde conoceremos la belleza del Valle de la Luna donde realizamos una extensa excursión.                                                                                    |                                                            |                     |
| 8 | « Chile, Coyhaique · Argentina Mendoza»                    | 13 de enero de 2014 |
| Constanza Triviño viajó a Mendoza en Argentina para experimentar los rápidos del río Mendoza. A continuación la periodista viaja a la Capital de la undécima región de Aysén, Chile, allí realiza una travesía para llegar hasta Puerto Río Tranquilo donde hace senderismo hacia al Glaciar Exploradores. |                                                            |                     |
| 9 | « Argentina, Luján de Cuyo · Nicaragua Cerro Negro»        | 14 de enero de 2014 |
| Luján de Cuyo, en Argentina, tierra del vino y de los deportes al aire libre. Allí llegó a la agencia Kahuak, especialistas en deporte aventura donde sobrevoló en parapente Mendoza desde Cerro Arco. A continuación Constanza Patiño llega a Nicaragua, a la ciudad de León donde realizó rapel en el Cerro Negro. |                                                            |                     |
| 10 | « Chile, Puerto Varas · Argentina San Martín de los Andes» | 15 de enero de 2014 |
| San Martín de Los Andes, Argentina, aquí la periodista disfrutó del Lago Lácar en kayak. Luego se internó en los alrededores de Laguna Rosales recorriéndola en bici de montaña. Después, disfrutó de la belleza de Puerto Varas, Chile, para sumergirse en Río Blanco canyoning y descenso en Río Petrohué. |                                                            |                     |
| 11 | « Chile, Isla de Pascua · Argentina Distrito de Boquete»   | 16 de enero de 2014 |
| Constanza Patiño visitó el colorido país centroamericano, para internarse en el pueblo de Boquete. Allí realizó tirolina, descenso de río y escalada en las montañas del Chiriqui, uno de los destinos turísticos más importantes del país. A continuación, visitó la Isla de Pascua para disfrutar del buceo, el cual le permitió ver la diversidad de vida submarina.                                                                   |                                                            |                     |
| 12 | « Panamá, Isla Coiba · Nicaragua San Juan del Sur»         | 17 de enero de 2014 |
| En este nuevo capítulo descubriremos Isla Coiba, centro ecológico que cuida el medio natural, ubicado en la zona costera de Panamá. A continuación, conoceremos San Juan del Sur, Nicaragua, donde descenderemos hasta arrecifes poco visitados. |                                                            |                     |
| 13 | « Ecuador, Montañita · Costa Rica, La Fortuna»             | 20 de enero de 2014 |
| Conoceremos Montañita, balneario ideal para el surf ubicado a 180 kilómetros de Guayaquil, Ecuador. A continuación, visitaremos la localidad de La Fortuna en Costa Rica, donde realizaremos una cabalgata hasta un bosque privado, reserva natural con mayor biodiversidad. |                                                            |                     |
| 14 | « Nicaragua, Limón · Costa Rica, Guanacaste»               | 21 de enero de 2014 |
| En este capítulo conoceremos Guanacaste, balneario al norte de Costa Rica, ideal para practicar Surf. A continuación, nos trasladamos hasta la provincia de Limón, donde la aventura comienza con un descenso por el Río Pacuare, hasta llegar a ríos Tropicales. |                                                            |                     |
| 15 | « Chile, San Pedro de Atacama · Costa Rica, Liberia»       | 22 de enero de 2014 |
| Descubriremos otro sector de Costa Rica, específicamente en Liberia, donde disfrutaremos de grandes cascadas ideales para practicar descenso de cañones. A continuación volveremos a San Pedro de Atacama, en el sector de la Piedra del Coyote y viviremos la experiencia de sobrevolar en globos aerostáticos por dos días el Valle de la Luna.                                                                                         |                                                            |                     |
| 16 | « Argentina, Tierra del Fuego»                             | 23 de enero de 2014 |
| En este capítulo conoceremos Tierra del Fuego, el lugar más austral de la Patagonia Argentina, que está a 1.000 kilómetros de la Antártica y es el lugar más cercano al Polo Sur. Comenzaremos la aventura en el Lago Escondido, con un paseo en kayak por sus heladas aguas. |                                                            |                     |
| 17 | « Chile, Pucón · Honduras, Laguna el Cacao»                | 24 de enero de 2014 |
| En este capítulo descubriremos el paisaje de la Laguna el Cacao, ubicado en la capital de La Ceiba, Honduras. A continuación, llegaremos a Pucón, a los pies del Volcán Villarrica. La aventura comienza con el río Trancura Bajo, donde avanzarán sobre las aguas en HidroSpeed. |                                                            |                     |
| 18 | « Chile, Isla de Pascua · Argentina, Bariloche»            | 28 de enero de 2014 |
| En este capítulo descubriremos Bariloche, la capital de la Patagonia argentina, en el corazón del parque nacional Nahuel Huapi. Luego viajamos hasta Isla de Pascua, tierra de los moais, bailes y gente encantadora, donde realiza buceo, canotaje y surf. |                                                            |                     |
| 19 | « Chile, Coyhaique · Nicaragua, Granada»                   | 29 de enero de 2014 |
| Granada, ciudad de Nicaragua, fue fundada en 1524 y es reconocida como la ciudad más antigua de América. Constanza Patiño la recorrió en profundidad, visitando sus bellos parajes. A continuación, de regreso a Chile, en Coyhaique descubre los gélidos ríos patagónicos haciendo descenso y pesca con mosca. |                                                            |                     |
| 20 | « Chile, San Pedro de Atacama · Ecuador, Mindo»            | 30 de enero de 2014 |
| Constanza Patiño visitó el valle de Mindo en Ecuador, un pueblo dedicado al ecoturismo, que pudo recorrer a través del deporte aventura. A continuación, estuvo en San Pedro de Atacama, Chile, en el que se empapó de adrenalina en este oasis dentro de uno de los desiertos más áridos del mundo. |                                                            |                     |
| 21 | « Chile, Isla de Pascua · Honduras, La Ceiba»              | 31 de enero de 2014 |
| Constanza Patiño realizó una larga travesía para llegar a La Ceiba para poder disfrutar del excitante deporte aventura por el Río Cangrejal. A continuación, arribó al "Ombligo del mundo", Isla de Pascua, para realizar cabalgata y ciclismo de montaña en los alrededores de Rapa Nui. |                                                            |                     |

## Recepción
- El espacio tuvo un buen debut logrando el segundo lugar en una cuota en línea promedio de 4,9 puntos entre las 12.30 y las 13.30 horas. En el mismo horario Chilevisión registró una cuota de 4,3 ; Mega 4,3 ;La Red 3 ; y Canal 13 9,5 puntos, según Time Ibope.